# 安特雷维尔
安特雷维尔（法語：Intréville，法語發音：[ɛ̃tʁevil]）是法国厄尔-卢瓦省的一个市镇，位于该省东南部，属于沙特尔区。

## 地理
安特雷维尔（48°17'48"N, 1°56'11"E）面积8.91 平方千米，位于法国中央-卢瓦尔河谷大区厄尔-卢瓦省，该省份为法国北部内陆省份，北起顺时针与厄尔省、伊夫林省、埃松省、卢瓦雷省、卢瓦-谢尔省、萨尔特省和奧恩省接壤。
与安特雷维尔接壤的市镇（或旧市镇、城区）包括：昂热维尔、戈梅维尔。

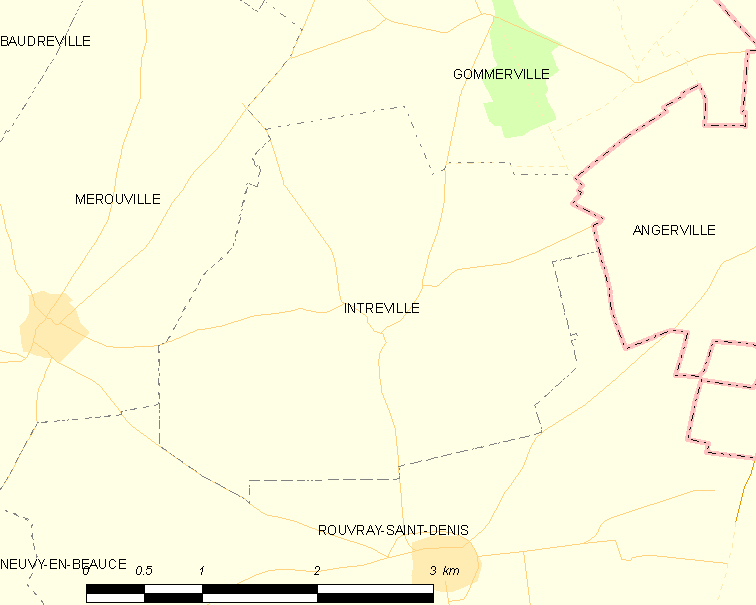
安特雷维尔的OSM定位图

安特雷维尔的时区为UTC+01:00、UTC+02:00（夏令时）。

## 行政
安特雷维尔的邮政编码为28310，INSEE市镇编码为28197。

## 政治
安特雷维尔所属的省级选区为莱维拉日沃韦安县。

## 人口

1962-2008年间安特雷维尔人口变化图示

安特雷维尔于2022年1月1日时的人口数量为121人。